# Hrinkow Advarics Cycleang
El Hrinkow Advarics Cycleang (codi UCI: HAC) és un equip ciclista austríac de categoria continental. Creat el 2015, competeix als circuits continentals de ciclisme.

## Principals victòries
- Tour de Szeklerland: Clemens Fankhauser (2015), Patrick Bosman (2017)

### Grans Voltes
- Tour de França
  - 0 participacions

- Giro d'Itàlia
  - 0 participacions

- Volta a Espanya
  - 0 participacions

## Composició de l'equip
| \| Llista de l'equip 2015 \| Llista de l'equip 2015 \| Llista de l'equip 2015 \| Llista de l'equip 2015 \| \| Ciclista \| Data de naixement \| Equip previ \| \| \| ---------------------- \| ---------------------- \| --------------------------------- \| ---------------------- \| \| Sebastian Baldauf \| 22 de febrer de 1989 \| MLP Bergstraße (2014) \| \| \| Josef Benetseder \| 10 de febrer de 1983 \| Tirol Cycling Team (2014) \| \| \| Clemens Fankhauser \| 2 de setembre de 1985 \| Tirol Cycling Team (2014) \| \| \| Andreas Graf \| 7 de agost de 1985 \| RC Arbö Wels Gourmetfein (2012) \| \| \| Marvin Hammerschmid \| 5 de gener de 1996 \| \| \| \| Raphael Hammerschmid \| 5 de gener de 1996 \| \| \| \| Andreas Hofer \| 8 de febrer de 1991 \| Team Vorarlberg (2014) \| \| \| Paul Hopfgartner \| 28 de gener de 1990 \| \| \| \| Dominik Hrinkow \| 4 de agost de 1988 \| Tirol Cycling Team (2014) \| \| \| Alexander Meier \| 28 de gener de 1992 \| \| \| \| Andreas Müller \| 25 de novembre de 1979 \| Gebrüder Weiss-Oberndorfer (2014) \| \| \| \| \| \| \| \| Font: ProCyclingStats \| \| \| \| |                        |                                   |  |
| Llista de l'equip 2015 |                        |                                   |  |
| Ciclista | Data de naixement      | Equip previ                       |  |
| Sebastian Baldauf | 22 de febrer de 1989   | MLP Bergstraße (2014)             |  |
| Josef Benetseder | 10 de febrer de 1983   | Tirol Cycling Team (2014)         |  |
| Clemens Fankhauser | 2 de setembre de 1985  | Tirol Cycling Team (2014)         |  |
| Andreas Graf | 7 de agost de 1985     | RC Arbö Wels Gourmetfein (2012)   |  |
| Marvin Hammerschmid | 5 de gener de 1996     |                                   |  |
| Raphael Hammerschmid | 5 de gener de 1996     |                                   |  |
| Andreas Hofer | 8 de febrer de 1991    | Team Vorarlberg (2014)            |  |
| Paul Hopfgartner | 28 de gener de 1990    |                                   |  |
| Dominik Hrinkow | 4 de agost de 1988     | Tirol Cycling Team (2014)         |  |
| Alexander Meier | 28 de gener de 1992    |                                   |  |
| Andreas Müller | 25 de novembre de 1979 | Gebrüder Weiss-Oberndorfer (2014) |  |
| |                        |                                   |  |
| Font: ProCyclingStats |                        |                                   |  |

| \| Llista de l'equip 2016 \| Llista de l'equip 2016 \| Llista de l'equip 2016 \| Llista de l'equip 2016 \| \| Ciclista \| Data de naixement \| Equip previ \| \| \| ------------------------------------------- \| ---------------------- \| --------------------------------- \| ---------------------- \| \| Sebastian Baldauf \| 22 de febrer de 1989 \| MLP Bergstraße (2014) \| \| \| Josef Benetseder \| 10 de febrer de 1983 \| Tirol Cycling Team (2014) \| \| \| Florian Gaugl \| 8 de gener de 1991 \| \| \| \| Andreas Graf \| 7 de agost de 1985 \| RC Arbö Wels Gourmetfein (2012) \| \| \| Marvin Hammerschmid \| 5 de gener de 1996 \| \| \| \| Raphael Hammerschmid \| 5 de gener de 1996 \| \| \| \| Andreas Hofer \| 8 de febrer de 1991 \| Team Vorarlberg (2014) \| \| \| Dominik Hrinkow \| 4 de agost de 1988 \| Tirol Cycling Team (2014) \| \| \| Alexander Meier \| 28 de gener de 1992 \| \| \| \| Andreas Müller (1 de gen–31 de maig) \| 25 de novembre de 1979 \| Gebrüder Weiss-Oberndorfer (2014) \| \| \| Johannes Windischbauer \| 6 de desembre de 1995 \| Gourmetfein Simplon Wels (2014) \| \| \| Matthias Wieneroither (1 de maig–31 de des) \| 7 de maig de 1991 \| \| \| \| \| \| \| \| \| Fonts: ProCyclingStats Cycling Archives \| \| \| \| |                        |                                   |  |
| Llista de l'equip 2016 |                        |                                   |  |
| Ciclista | Data de naixement      | Equip previ                       |  |
| Sebastian Baldauf | 22 de febrer de 1989   | MLP Bergstraße (2014)             |  |
| Josef Benetseder | 10 de febrer de 1983   | Tirol Cycling Team (2014)         |  |
| Florian Gaugl | 8 de gener de 1991     |                                   |  |
| Andreas Graf | 7 de agost de 1985     | RC Arbö Wels Gourmetfein (2012)   |  |
| Marvin Hammerschmid | 5 de gener de 1996     |                                   |  |
| Raphael Hammerschmid | 5 de gener de 1996     |                                   |  |
| Andreas Hofer | 8 de febrer de 1991    | Team Vorarlberg (2014)            |  |
| Dominik Hrinkow | 4 de agost de 1988     | Tirol Cycling Team (2014)         |  |
| Alexander Meier | 28 de gener de 1992    |                                   |  |
| Andreas Müller (1 de gen–31 de maig) | 25 de novembre de 1979 | Gebrüder Weiss-Oberndorfer (2014) |  |
| Johannes Windischbauer | 6 de desembre de 1995  | Gourmetfein Simplon Wels (2014)   |  |
| Matthias Wieneroither (1 de maig–31 de des) | 7 de maig de 1991      |                                   |  |
| |                        |                                   |  |
| Fonts: ProCyclingStats Cycling Archives |                        |                                   |  |

| \| Llista de l'equip 2017 \| Llista de l'equip 2017 \| Llista de l'equip 2017 \| Llista de l'equip 2017 \| \| Ciclista \| Data de naixement \| Equip previ \| \| \| --------------------------------------- \| ---------------------- \| ---------------------------------- \| ---------------------- \| \| Patrick Bosman \| 16 de gener de 1994 \| Tirol Cycling Team (2016) \| \| \| Mattia De Marchi \| 3 de juny de 1991 \| Androni Giocattoli-Sidermec (2016) \| \| \| Daniel Eichinger \| 23 de octubre de 1995 \| \| \| \| Nils Friedl \| 22 de març de 1997 \| \| \| \| Florian Gaugl \| 8 de gener de 1991 \| \| \| \| Andreas Graf \| 7 de agost de 1985 \| RC Arbö Wels Gourmetfein (2012) \| \| \| Andreas Hofer \| 8 de febrer de 1991 \| Team Vorarlberg (2014) \| \| \| Dominik Hrinkow \| 4 de agost de 1988 \| Tirol Cycling Team (2014) \| \| \| Christian Mager (1 de juny–31 de des) \| 8 de abril de 1992 \| Stölting Service Group (2016) \| \| \| James McLaughlin \| 2 de octubre de 1990 \| Felbermayr Simplon Wels (2016) \| \| \| Dennis Paulus \| 22 de setembre de 1994 \| \| \| \| Paul Redtenbacher \| 15 de juny de 1995 \| \| \| \| Andreas Walzel \| 3 de març de 1995 \| Felbermayr Simplon Wels (2016) \| \| \| \| \| \| \| \| Fonts: ProCyclingStats Cycling Archives \| \| \| \| |                        |                                    |  |
| Llista de l'equip 2017 |                        |                                    |  |
| Ciclista | Data de naixement      | Equip previ                        |  |
| Patrick Bosman | 16 de gener de 1994    | Tirol Cycling Team (2016)          |  |
| Mattia De Marchi | 3 de juny de 1991      | Androni Giocattoli-Sidermec (2016) |  |
| Daniel Eichinger | 23 de octubre de 1995  |                                    |  |
| Nils Friedl | 22 de març de 1997     |                                    |  |
| Florian Gaugl | 8 de gener de 1991     |                                    |  |
| Andreas Graf | 7 de agost de 1985     | RC Arbö Wels Gourmetfein (2012)    |  |
| Andreas Hofer | 8 de febrer de 1991    | Team Vorarlberg (2014)             |  |
| Dominik Hrinkow | 4 de agost de 1988     | Tirol Cycling Team (2014)          |  |
| Christian Mager (1 de juny–31 de des) | 8 de abril de 1992     | Stölting Service Group (2016)      |  |
| James McLaughlin | 2 de octubre de 1990   | Felbermayr Simplon Wels (2016)     |  |
| Dennis Paulus | 22 de setembre de 1994 |                                    |  |
| Paul Redtenbacher | 15 de juny de 1995     |                                    |  |
| Andreas Walzel | 3 de març de 1995      | Felbermayr Simplon Wels (2016)     |  |
| |                        |                                    |  |
| Fonts: ProCyclingStats Cycling Archives |                        |                                    |  |

## Classificacions UCI
L'equip participa en les proves dels circuits continentals i principalment en les curses del calendari de l'UCI Europa Tour.
UCI Àfrica Tour
| Temporada | Classificació per equips | Millor ciclista en la classificació individual |
| --------- | ------------------------ | ---------------------------------------------- |
| 2016      | 83è                      | Sebastian Baldauf (184è)                       |
| 2017      | 26è                      | Christian Mager (192è)                         |

UCI Àsia Tour
| Temporada | Classificació per equips | Millor ciclista en la classificació individual |
| --------- | ------------------------ | ---------------------------------------------- |
| 2016      | 83è                      | Sebastian Baldauf (345è)                       |
| 2017      | 90è                      | Andreas Graf (526è)                            |

UCI Europa Tour
| Temporada | Classificació per equips | Millor ciclista en la classificació individual |
| --------- | ------------------------ | ---------------------------------------------- |
| 2015      | 77è                      | Clemens Fankhauser (151è)                      |
| 2016      | 107è                     | Sebastian Baldauf (744è)                       |
| 2017      | 100è                     | Patrick Bosman (662è)                          |